# Alp Devils
Gli Alp Devils sono una squadra di football americano di Kranj, in Slovenia, fondata nel 2008.

## Dettaglio stagioni

### Tornei nazionali

#### Campionato

##### 1. SLAN
| Stagione | regular season | regular season | regular season | regular season | regular season | regular season | playoff | playoff | playoff | playoff | playoff | playoff      | playoff               |
|          | Vin            | Par            | Per            | Tot            | PF             | PS             | Vin     | Per     | Tot     | PF      | PS      | risultato    | avversaria            |
| -------- | -------------- | -------------- | -------------- | -------------- | -------------- | -------------- | ------- | ------- | ------- | ------- | ------- | ------------ | --------------------- |
| 2009-10  | 3              | 0              | 3              | 0              | 110            | 167            | 0       | 1       | 1       | 0       | 41      | SloBowl      | Ljubljana Silverhawks |
| 2011     | 0              | 0              | 6              | 6              | 20             | 228            | 0       | 1       | 1       | 14      | 35      | Quarto posto | Maribor Generals      |
| 2012     | 2              | 0              | 4              | 6              | 123            | 125            | -       | -       | -       | -       | -       | -            | -                     |
| 2013     | 1              | 0              | 1              | 2              | 27             | 49             | 0       | 1       | 1       | 0       | 31      | Semifinale   | Ljubljana Silverhawks |
| 2016     | -              | -              | -              | -              | -              | -              | 1       | 1       | 2       | 53      | 62      | SloBowl      | Ljubljana Silverhawks |
| 2017     | -              | -              | -              | -              | -              | -              | 1       | 1       | 2       | 35      | 77      | SloBowl      | Ljubljana Silverhawks |
| 2019     | 0              | 0              | 3              | 3              | 20             | 67             | -       | -       | -       | -       | -       | -            | -                     |
| Totale   | 6              | 0              | 17             | 20             | 300            | 636            | 2       | 5       | 7       | 102     | 246     |              |                       |

Fonti: Enciclopedia del Football - A cura di Roberto Mezzetti

##### 2. SLAN
| Stagione | regular season | regular season | regular season | regular season | regular season | regular season | playoff | playoff | playoff | playoff | playoff | playoff     | playoff            |
|          | Vin            | Par            | Per            | Tot            | PF             | PS             | Vin     | Per     | Tot     | PF      | PS      | risultato   | avversaria         |
| -------- | -------------- | -------------- | -------------- | -------------- | -------------- | -------------- | ------- | ------- | ------- | ------- | ------- | ----------- | ------------------ |
| 2016     | 1+?            | 0              | 2+?            | 4              | 43+?           | 65+?           | -       | -       | -       | -       | -       | Terzo posto | -                  |
| 2018     | 3              | 0              | 0              | 3              | 74             | 23             | 1       | 0       | 1       | 20      | 3       | Campioni    | Celje Gold Diggers |
| Totale   | 4+?            | 0              | 2+?            | 7              | 117+?          | 88+?           | 1       | 0       | 1       | 20      | 3       |             |                    |

Fonti: Enciclopedia del Football - A cura di Roberto Mezzetti

### Tornei internazionali

#### Central European Football League
| Stagione | regular season | regular season | regular season | regular season | regular season | regular season | playoff | playoff | playoff | playoff | playoff | playoff   | playoff    |
|          | Vin            | Par            | Per            | Tot            | PF             | PS             | Vin     | Per     | Tot     | PF      | PS      | risultato | avversaria |
| -------- | -------------- | -------------- | -------------- | -------------- | -------------- | -------------- | ------- | ------- | ------- | ------- | ------- | --------- | ---------- |
| 2016     | 3              | 0              | 3              | 6              | 156            | 131            | -       | -       | -       | -       | -       | -         | -          |
| Totale   | 3              | 0              | 3              | 6              | 156            | 131            | -       | -       | -       | -       | -       |           |            |

Fonti: Enciclopedia del Football - A cura di Roberto Mezzetti

#### CEFL Cup
| Stagione | regular season | regular season | regular season | regular season | regular season | regular season | playoff | playoff | playoff | playoff | playoff | playoff   | playoff        |
|          | Vin            | Par            | Per            | Tot            | PF             | PS             | Vin     | Per     | Tot     | PF      | PS      | risultato | avversaria     |
| -------- | -------------- | -------------- | -------------- | -------------- | -------------- | -------------- | ------- | ------- | ------- | ------- | ------- | --------- | -------------- |
| 2017     | 3              | 0              | 1              | 4              | 90             | 43             | 0       | 1       | 1       | 0       | 59      | Finale    | Novi Sad Dukes |
| Totale   | 3              | 0              | 1              | 4              | 90             | 43             | 0       | 1       | 1       | 0       | 59      |           |                |

Fonti: Enciclopedia del Football - A cura di Roberto Mezzetti

#### Alpe Adria Football League
| Stagione | regular season | regular season | regular season | regular season | regular season | regular season | playoff | playoff | playoff | playoff | playoff | playoff         | playoff          |
|          | Vin            | Par            | Per            | Tot            | PF             | PS             | Vin     | Per     | Tot     | PF      | PS      | risultato       | avversaria       |
| -------- | -------------- | -------------- | -------------- | -------------- | -------------- | -------------- | ------- | ------- | ------- | ------- | ------- | --------------- | ---------------- |
| 2013     | 4              | 0              | 1              | 5              | 112            | 76             | 1       | 0       | 1       | 35      | 0       | Terzo posto     | Zagreb Thunder   |
| 2014     | 6              | 0              | 1              | 7              | 246            | 52             | 0       | 1       | 1       | 6       | 15      | Alpe Adria Bowl | Maribor Generals |
| 2015     | 2              | 0              | 4              | 6              | 103            | 104            | -       | -       | -       | -       | -       | -               | -                |
| Totale   | 12             | 0              | 6              | 18             | 461            | 232            | 1       | 1       | 2       | 41      | 15      |                 |                  |

Fonti: Enciclopedia del Football - A cura di Roberto Mezzetti

## Palmarès
- 1 Campionato sloveno di 2º livello (2018)